# Tagilde
Tagilde is een plaats (freguesia) in de Portugese gemeente Vizela en telt 1777 inwoners (2001).